# Єлизавета Сицилійська (1261—1303)
Єлизавета Сицилійська (1261—1303) — королева Угорщини як дружина Ласло IV.

## Біографія
Єлизавета була наймолодшою дитиною Карла I короля Неаполя і його першої дружини Беатріс Прованської.
В 1270 році Єлизавета одружилася з королем Угорщини Ласло IV, коли їй було всього сім або вісім років. Внаслідок юного віку нареченої дітей в цьому шлюбі не було.
Ласло не приділяв увагу дружині і проводив час в товаристві своїх родичів по матері, половців. Більшу частину свого шлюбу з Єлизаветою він провів в гонитві за половцями, закликаючи їх прийти і жити в Угорщині. Коли вони забажали залишити Угорщину, Ласло використав свої сили, щоб змусити їх залишитися. В 1286 році король Ласло заарештував дружину, щоб жити з Куманською коханкою. Єлизавета була поміщена у в'язницю на острові Маргіт, де вона залишалася протягом наступних трьох років. Ласло замирився з дружиною в 1289 році. Коли він виявив, що у нього не досить сил, щоб панувати над своїми баронами, він повернувся до половців.
Ласло було вбито в 1290 році, його шлюб бездітним і його наступником став Андрій III, далекий родич Ласло. Після цього Єлизавета повернулася до Неаполю, але незабаром знову опинилася в Угорщині. В 1294 році королева Фененна Куявська підтвердила її привілей збирати пожертви церкви в графстві Веспрем. В 1301 році Єлизавета остаточно повернулася до Неаполю, де стала домініканською черницею в монастирі Святого Петра, який був заснований сестрою її померлого чоловіка Марією.
Єлизавета померла в 1303 році і була похована в монастирі Святого Петра.